# Květoslava Jeriová-Pecková
Květoslava Jeriová-Pecková (* 10. Oktober 1956 in Zálesní Lhota als Květoslava Jeriová) ist eine ehemalige tschechoslowakische Skilangläuferin.
Květa Jeriová, wie sie zu ihrer aktiven Zeit genannt wurde, errang bei den Olympischen Winterspielen 1980 die Bronzemedaille über die 5-Kilometer-Distanz. Dieses Ergebnis konnte sie vier Jahre später in Sarajevo wiederholen. Zudem erkämpfte sie mit der tschechoslowakischen Mannschaft bei den Olympischen Winterspielen 1984 die Silbermedaille. Bei den Nordischen Skiweltmeisterschaften 1982 errang Jeriová wiederum die Bronzemedaille, diesmal allerdings über die 10-Kilometer-Distanz. Zudem holte sie bei der Winter-Universiade 1981 in Candanchú Silber über 5 km und Gold über 10 km.
Im Laufe ihrer Karriere konnte Jeriová von 1982 bis 1984 acht Weltcupwettbewerbe für sich entscheiden. 1981 (inoffizieller Weltcup), 1982 und 1983 belegte sie den dritten Platz in der Gesamtwertung des Skilanglauf-Weltcups. 1984 konnte sie den vierten Gesamtrang belegen. Nach dieser Saison beendete Jeriová ihre aktive Karriere.
Bei den tschechoslowakischen Meisterschaften siegte Jeriová siebenmal mit der Staffel (1977–1981, 1983, 1984), viermal über 5 km (1979–1981, 1983), dreimal über 20 km (1978, 1981, 1984) und zweimal über 10 km (1979, 1980).

## Weltcupsiege im Einzel
| Nr. | Datum             | Ort           | Disziplin             |
| --- | ----------------- | ------------- | --------------------- |
| 1.  | 9. Januar 1982    | Klingenthal   | 10 km Individualstart |
| 2.  | 15. Januar 1982   | La Bresse     | 5 km Individualstart  |
| 3.  | 22. Januar 1982   | Furtwangen    | 5 km Individualstart  |
| 4.  | 12. Dezember 1982 | Val di Sole   | 5 km Individualstart  |
| 5.  | 19. Februar 1983  | Kavgolovo     | 20 km Individualstart |
| 6.  | 25. Februar 1983  | Falun         | 10 km Individualstart |
| 7.  | 9. Dezember 1983  | Reit im Winkl | 5 km Individualstart  |
| 8.  | 17. März 1984     | Štrbské Pleso | 5 km Individualstart  |

## Weltcup-Gesamtplatzierungen
| Saison  | Platz | Punkte |
| ------- | ----- | ------ |
| 1981/82 | 3.    | 113    |
| 1982/83 | 3.    | 126    |
| 1983/84 | 4.    | 102    |